# Martín Gregorio de Zabala
Martín Gregorio de Zabala y Labayen (Pamplona, ca. 1644 – Pamplona, 1700). Fue un impresor, editor y librero español. Hijo de Diego de Zabala (activo entre 1654 y 1656), mantuvo una pésima relación familiar y profesional con su madre Isabel de Labayen y, sobre todo, con su padrastro Gaspar Martínez. Tras su fallecimiento, su viuda, María de Álava, figuró al frente del taller entre 1700 y 1706.

## Vida y conflictos familiares
Hijo de Diego de Zabala y de Isabel de Labayen, nació hacia 1644, un año después de la boda de sus padres. Con 10 años se inició en el oficio bajo la tutela de su padre y de su abuelo, Martín de Labayen. 
En 1662, a los 18 años, a causa de las desavenencias con su padrastro Gaspar Martínez, marchó fuera de Navarra y trabajó en imprentas de Madrid, Valencia y Zaragoza. En esta última ciudad estuvo “acomodado” en casa de la viuda del impresor Miguel Luna. También debió de trabajar en Daroca.
Regresó a Pamplona en 1666, con 22 años, para hacerse cargo de la imprenta familiar que había quedado sin titular, ya que su padrastro, Gaspar Martínez, había abandonado a su esposa y huido a Zaragoza, perseguido por deudas y pleitos. 
Martín Gregorio aseguró que, para volver a casa para hacerse cargo del negocio familiar, había renunciado al oficio de impresor en Cuenca por el que le ofrecían 200 ducados anuales, cifra exagerada que abultaría para reforzar sus pretensiones a la propiedad de la imprenta por la que litigaba contra su madre y su padrastro. 
En ese mismo año, 1666, aparece el Repertorio de todas las leyes promulgadas en el Reyno de Navarra, con el pie de imprenta firmado por “Martín Gregorio de Zabala y Labayen y su hermano”, cuyo nombre significativamente se omite, seguramente para marcar la preeminencia del Martín Gregorio, mayor que Francisco y con más bagaje profesional. En las siguientes publicaciones no se vuelve a encontrar la mención a Francisco.
En 1669, con 25 años, casó con María de Álava, tres años mayor que él, con la que no tuvo hijos.

### Muerte y sucesión en el negocio
Cuando muere en 1700, a los 56 años, su viuda, María de Álava, solicita el título de impresora del Reino y le es denegado por entender que correspondía a un varón, no a una mujer. De esta manera el oficio pasó al otro tipógrafo activo en Pamplona: Juan Micón. 
Tras la muerte de Martín Gregorio, la imprenta siguió funcionando hasta 1706, bajo la titularidad de su viuda María de Álava, con la firma “Viuda de Martín Gregorio de Zabala”.

## Taller propio
Pretendía que su madre le donara la imprenta a cambio de una pensión, tal y como había hecho su abuelo Martín Labayen con su padre Diego Zabala, pero esta no accedió y las desavenencias desembocaron en un pleito. Por este motivo, en torno a 1666, dejó la casa y el taller familiar de la calle San Antón para montar otro en las proximidades del convento de San Francisco, cerca de los tribunales reales, donde se movía buena parte de los contratos de impresión y del comercio de libros, folletos y papeles sueltos. 
Al poco se instaló en la calle Pellejerías —al menos entre 1670 y 1677—, después en la calle Mayor, donde tuvo imprenta y botiga —circa 1684-1691—, y más tarde “frente” a la parroquia de San Nicolás, donde permaneció hasta el final de sus días.
El conflicto por la propiedad del negocio familiar que detentaba su madre se enconó de tal manera que, según cuenta Martín Gregorio, un día su madre y hermana menor, Juana, asaltaron el taller y desbarataron los cajones de letras: 

Echaron toda la imprenta en tierra, rompiéndole las llanas, moldes de letras, y tomando cantidad de ellas y sembrándolas por las ventanas y calle hasta la portería de San Francisco, donde se hallaron muchas. Todo a vista de muchas personas”.

Esta violenta irrupción se explicaría en buena parte por el temor a que la nueva imprenta, gestionada profesionalmente por Martín Gregorio, acabara por dejar sin clientes al vetusto y pésimamente gestionado negocio que dirigía su padrastro Gaspar Martínez, el segundo esposo de su madre. 
El taller de Isabel Labayen se encontraba en mala situación por falta de profesionalidad, lo que animó a su hijo Martín Gregorio a reclamar ante los tribunales la “posesión y tenencia” a cambio de pagar una pensión a la madre y propietaria. 
En 1670 una sentencia obligó a la madre a arrendar el negocio a su hijo Martín Gregorio a cambio de una compensación económica, pero esta se negó a ello y, como alternativa, planteó contratarlo como simple oficial a lo que se opuso Martín Gregorio por considerar que con ese salario no podía mantener a su familia.

### Trabajadores
Martín Gregorio dio trabajo a su hermano Francisco y a su cuñado Miguel de Arrastia, de profesión "cirujano" -equivaldría a barbero-, que, por su escasa preparación, se encargaron de entintar las formas y tirar de la prensa, ya que según explicó no sabían “cosa alguna de lo más necesario de la imprenta”. También contrató al oficial Mateo de Estrada, de 38 años, y al  “mancebo” José Lozano, de 24 años.

### Utillaje

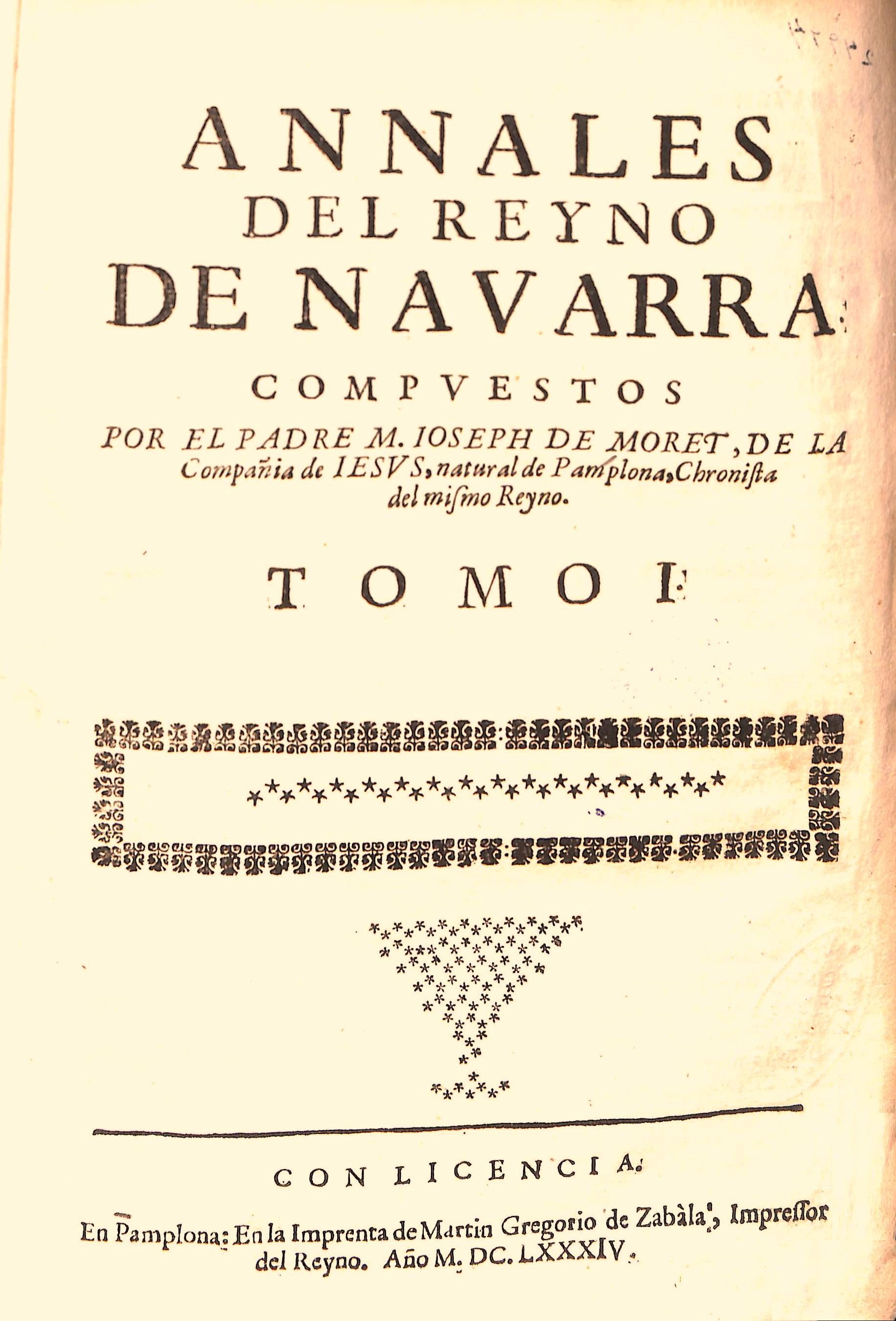
Tomo I de los Anales del Reino de Navarra, del jesuita José de Moret, impreso por Martín Gregorio de Zabala (1684)

En su testamento, firmado en 1698, detalla el inventario del taller en el que se registra la existencia de dos prensas “con todos sus adherentes”, un tórculo “con su tabla” y una “piedra de batir papel con su mazo de hierro”.
Cuenta, además, con cuatro “tablas de levantar formas”, dos “bancos largos, donde se ponen las formas con sus tablas”, dieciséis caballetes, seis componedores, cuatro de boj y dos de “hierro”, doce galeras “con sus volanderas” y unas “tijeras grandes”. 
Por último, se conoce la existencia de un saco “para sacar vino de pez con su cazoleta y hierros” y de 19 libras de estaño “para hacer fundición de letras de imprenta”.
En cuanto a la tipografía, dispone de cuatro cajas de atanasia redonda, con las que se puede imprimir tres pliegos “de letra de información”; tres cajas de texto redondo, para tres pliegos; dos cajas de lectura redonda, para dos planas; dos cajas de atanasia cursiva, dos de parangona y dos de cursiva, con cada una de las cuales se puede imprimir pliego y medio, y una caja de versales.
Además hay cuatro abecedarios “de letras floridas”, dos “juegos de adornos para conclusiones” y diversas viñetas. 
Con este utillaje el taller de Martín Gregorio de Zabala podía desempeñar sin dificultad su actividad cotidiana, tanto en la realización de trabajos menores como en la impresión de libros con ilustraciones.

### Robo de letrerías
La tensión familiar no disminuye y en 1672, al regresar de Zaragoza Gaspar Martínez, Martín Gregorio de Zabala lo denuncia por el robo de “cinco cajones de letras”, que pesaban 16 arrobas, y por haberlos malvendido en Zaragoza. En el fondo, lo que se pretendía dilucidar era la propiedad de la imprenta, y la madre, a pesar de los conflictos conyugales, tomó partido por su marido. 
Al final, después de un engorroso y costoso pleito que se alargó cuatro años, los tribunales fallaron que los cajones no habían sido robados a Martín Gregorio, ya que eran de la madre, la heredera del negocio, y, por este motivo, su esposo tenía derecho a disponer de ellos; además, desautorizaron la pretensión de Martín Gregorio de poseer el taller de su madre, y, en consecuencia, obligaron a esta a pagarle el salario correspondiente al tiempo que había trabajado en la imprenta, puesto que a todos los efectos había actuado como asalariado, como oficial de imprenta, y, de ninguna manera, como dueño.

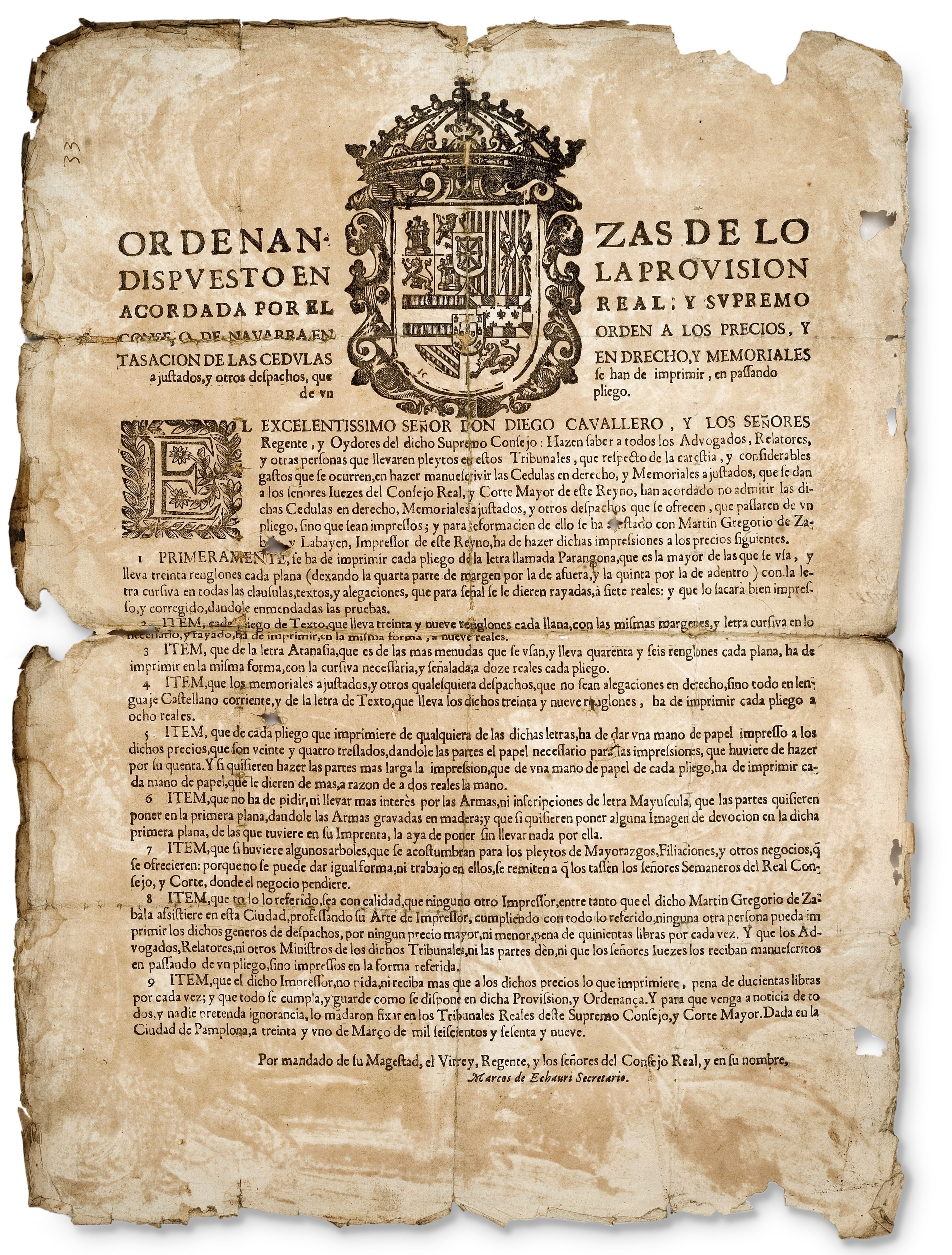
Precios de la impresión de expedientes judiciales vigentes en el establecimiento de Martín Gregorio de Zabala

Los enfrentamientos se reflejan en el pie de imprenta: desde que comienza a trabajar en el taller de su madre, de 1666 a 1672, cuando denuncia a su padrastro por robo, firma sistemáticamente "Martín Gregorio de Zabala y Labayen", para de esta manera dejar sentado su derecho a la imprenta de la madre, Isabel de Labayen. Después, cuando los tribunales desautorizan su pretensión, sus impresos solo llevan el apellido paterno "Martín Gregorio de Zabala".
El conflicto con su padrastro repercute también en el derecho al oficio de impresor del Reino de Navarra, que ha de compartir en tareas y remuneración, toda vez que las autoridades políticas se abstienen de intervenir en los litigios familiares y optan por una solución salomónica.

### Licencias para imprimir
Por esas fechas, concretamente en 1671, Martín Gregorio de Zabala fue acusado de imprimir sin licencia el Oficio propio de los santos, que editaba el obispado de Pamplona, lo que le supuso un breve periodo de cárcel y la incautación de la tirada.
La situación familiar se complicó con el regreso de su padrastro, Gaspar Martínez, hacia 1670. Hasta entonces había ejercido el oficio de portero real en Zaragoza por el que había pagado seiscientos escudos, posiblemente sustraídos a su mujer. Martínez se había reconciliado con su esposa, Isabel Labayen, cuya imprenta volvió a dirigir, y enseguida entró en conflicto con Martín Gregorio de Zabala al solicitar permiso para imprimir los papeles judiciales, sobre los que su hijastro había conseguido el monopolio en 1669. La sentencia fue favorable a sus pretensiones y, en lo sucesivo, ambos impresores tuvieron derecho a recibir este tipo de encargos, frecuentes y bien pagados.

### Producción de libros
La actividad impresora de Martín Gregorio de Zabala se inicia en 1666 y concluye, al cabo de 34 años, con su fallecimiento. 
En este tiempo ven la luz 39 libros, lo que supone un ritmo modesto, aproximadamente un libro por año, cuando la media era de 1,5. 
Su producción representa el 15 por ciento del total de libros impresos en el XVII y, por este concepto, ocupa el tercer lugar entre de los tipógrafos registrados en Navarra en esa centuria.
| Producción de libros de la imprenta de Martín Gregorio Zabala (1666-1700) |
| ------------------------------------------------------------------------- |
|                                                                           |

En la secuencia de trabajo alternan los años con libros y sin ellos, al tiempo que se advierten periodos de inactividad relativamente prolongados, como sucede entre 1674 y 1776 —en 1675 viaja a Madrid por negocios—. Entre 1681 y 1683 tampoco imprime libros.
La actividad impresora decae en los últimos cuatro años de su vida, entre 1697 y 1700, cuando solo imprime un volumen. En esas fechas su salud debía de ser precaria, si se tiene en cuenta que en 1698 había hecho testamento a favor de su mujer.
Entre sus contratos más relevantes cabe señalar la impresión, por encargo de las Cortes de Navarra, de las obras de José de Moret, cronista del Reino,  de las Congresiones Apologéticas (1678) y del primer tomo de los Anales del reino de Navarra (1684).
Hay un aspecto desconcertante, se trata de la existencia de tres ediciones fechadas en 1702  y 1706  que llevan el pie de imprenta de Martín Gregorio de Zabala, cuando, a tenor de los datos reunidos, había fallecido en 1700. Cabe pensar que su viuda, que mantuvo el taller en activo hasta 1706, firmó estas impresiones con el nombre su esposo, sin recurrir al habitual pie de imprenta de “Viuda de”. La absorción del negocio por Juan José Ezquerro, a partir de la fecha señalada, acabaría con esta práctica.

## Galería de imágenes

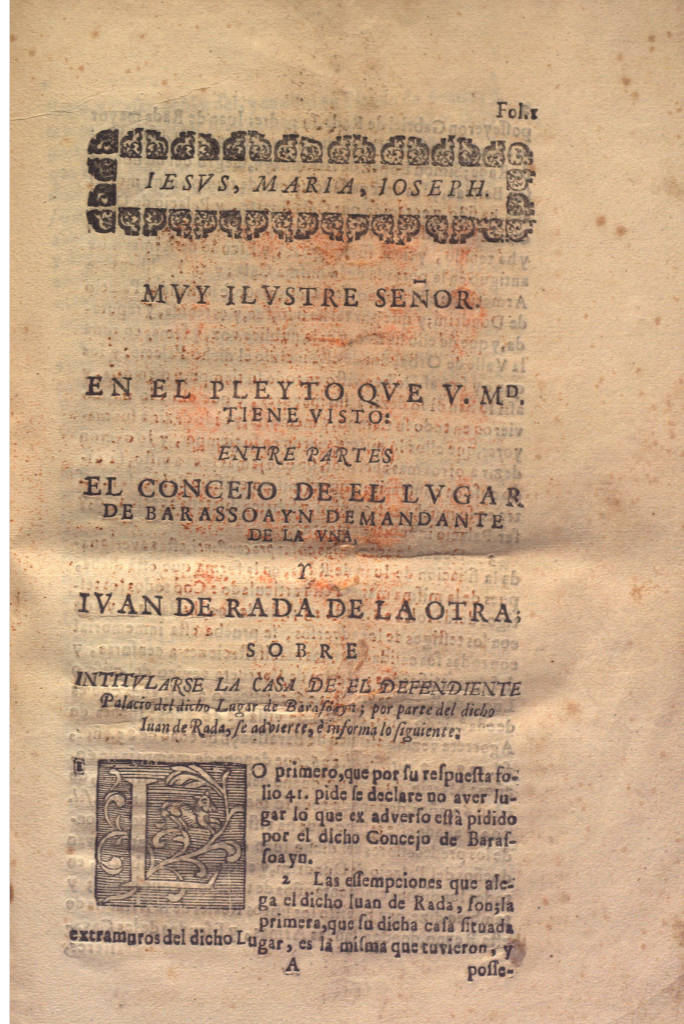
Pleito judicial sobre el palacio de Barásoain
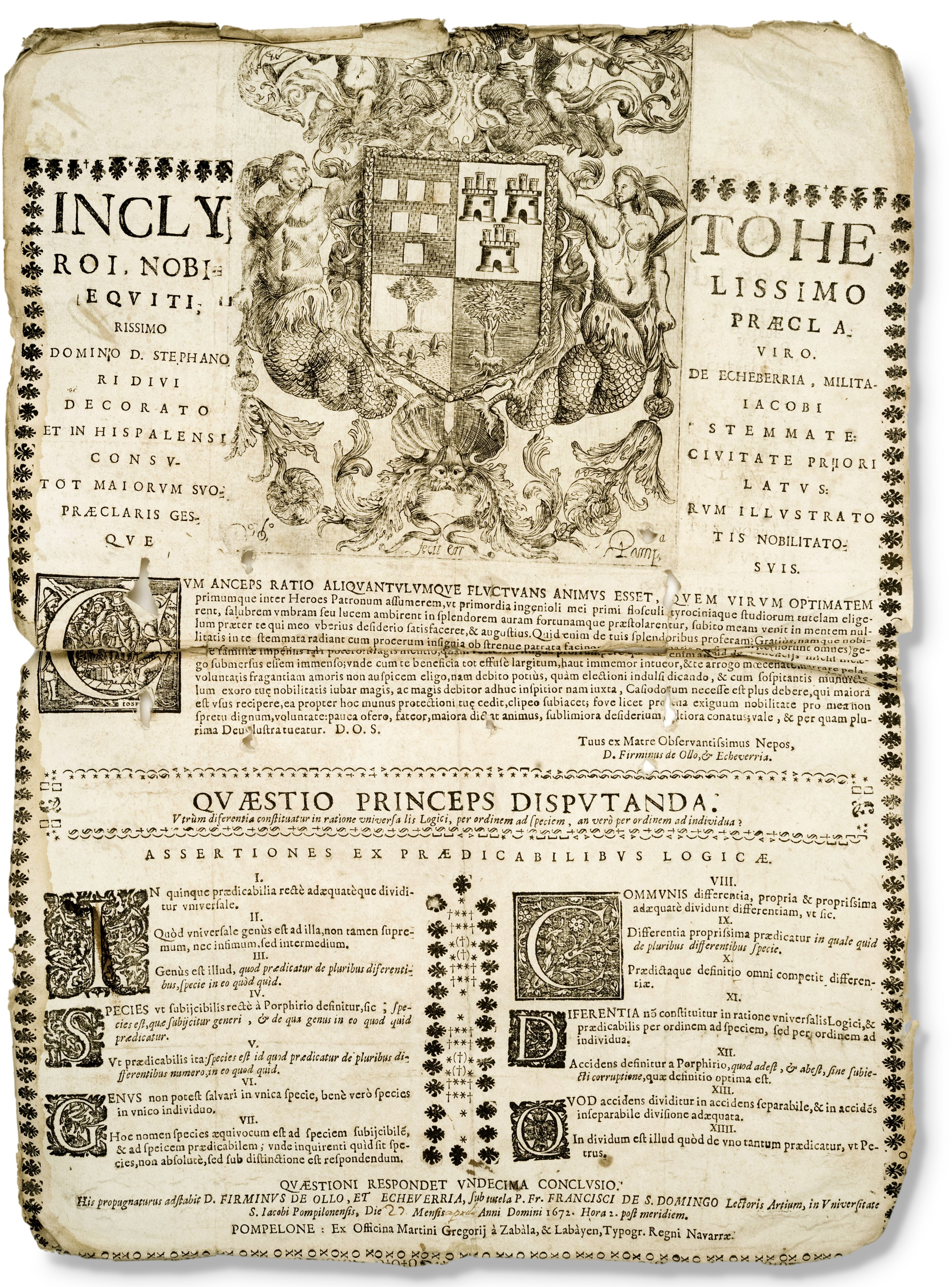
Tesis doctoral defendida en la Universidad de Santiago de los dominicos de Pamplona (1672)
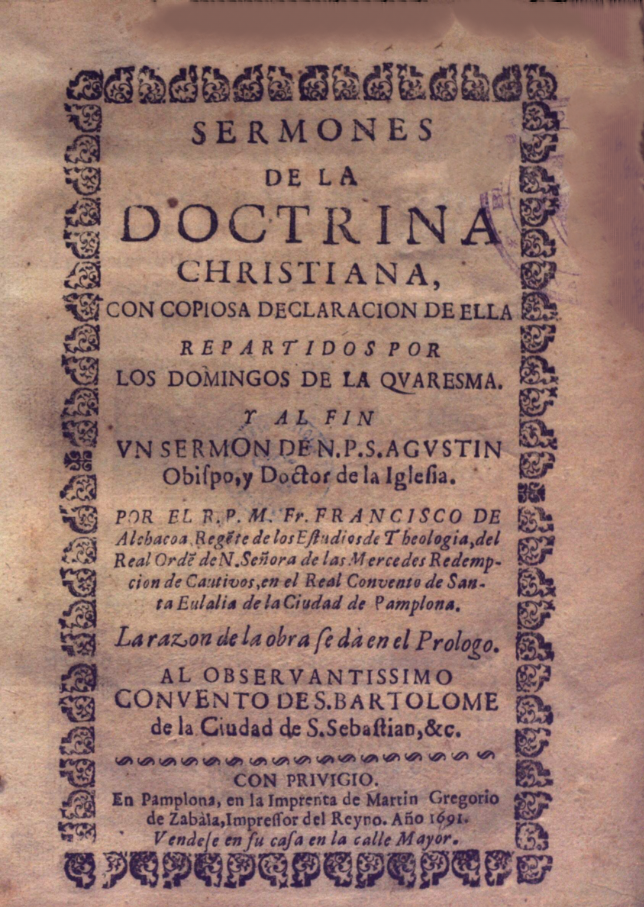
Libro de sermones impreso por Martín Gregorio de Zabala y puesto a la venta "en su casa de la calle Mayor" (1691)
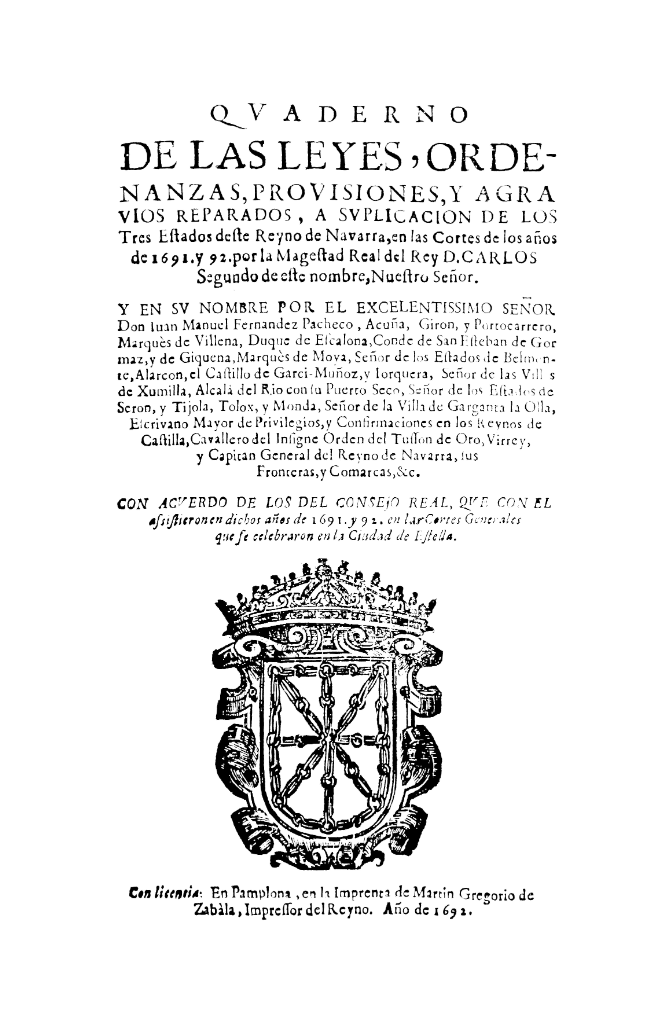
"Quaderno" de las leyes aprobadas por las Cortes de Navarra convocadas en 1691
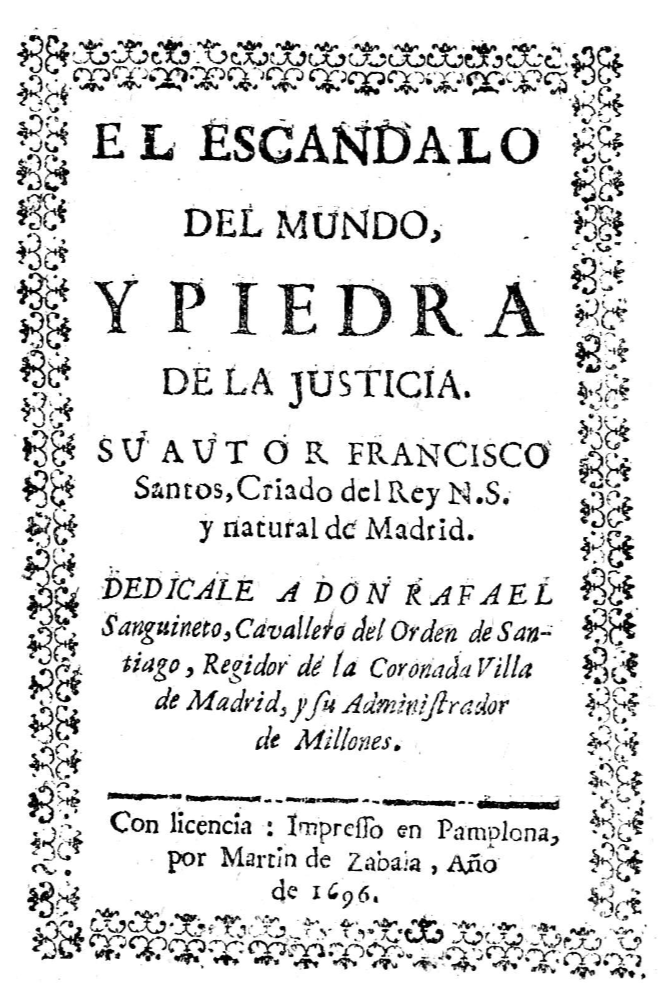
Libro de moral impreso por Martín Gregorio de Zabala en 1696
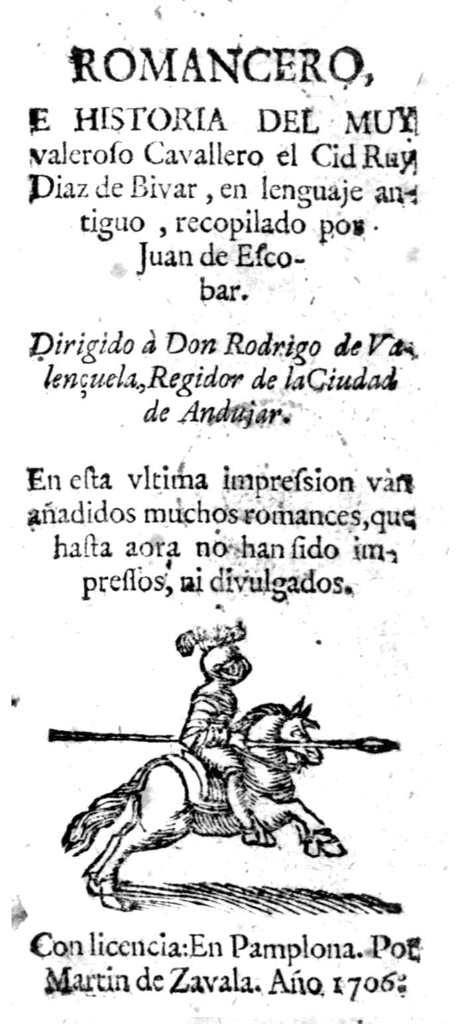
Romances del Cid con el pie de imprenta de "Martín de Zavala" y fechado en 1706, seis años después de su fallecimiento. Debe de ser una edición pirata